# Reino do Bié
O Reino do Bié, também chamado de Reino Bieno ou Bwié, foi um Estado nacional africano, localizado no Planalto Central de Angola, que teve como capitais as localidades de Vilé (atual Ecovongo) e Belmonte (atual Cuíto).
Seu território compreendia boa parte das províncias de Bié e Huambo, além de porções do Moxico, sendo uma das quatro grandes entidades nacionais dos ovimbundos.
Sua formação como entidade nacional se deu por volta de 1750, sob a égide do Soma Inene (Rei) Viye, sendo que só foi finalmente subjugado pelo Império Colonial Português em 1903.

## Histórico
O primeiro Soma Inene (rei) bieno foi um homem chamado Viye, guerreiro e caçador da etnia nhaneca-humbe, do sul de Angola. Ele iniciou a migração para o atual Planalto do Bié e, durante o percurso, contraiu matrimônio com uma mulher do clã songa, do sudoeste angolano, chamada Cahanda. Ao chegar a região, liderou os ovimbundos orientais, que ainda estavam sob a tutela do reino Bailundo, formando o reino Bieno nas cercanias de 1750, estabelecendo ombala (cidade-capital) inicialmente na localidade de Vilé (atual Ecovongo), que atualmente é uma vila nas proximidades da cidade de Cuíto.
O comércio de escravos e de produtos agrícolas da região despertou interesse português que fundou junto a ombala-capital um posto comercial e administrativo, em 1750. Atritos com as lideranças tradicionais fizeram com que os lusitanos fundassem, cerca de vinte anos depois, um novo vilarejo administrativo e entreposto de comércio às margens do rio Cunhinga, que recebeu o nome de Belmonte (atual cidade do Cuíto).
Às vésperas da Primeira Guerra Luso-Ovimbundo (ou Guerra de 1774-1778), o reino Bieno era o mais forte e extenso dos reinos dos ovimbundos, sendo liderado pelo rei Ndjilahulu I, desde 1771. Também neste período o antigo monarca, Eyambi I, havia morrido sem deixar herdeiro aparante, que levou a ocorrer uma guerra civil no Bié entre a facção monarca governante, ao redor da figura do rei Ndjilahulu I, e o seu irmão pretendente, Kangombe I. Portugal começou a interferir nos assuntos sucessórios dos bienos desde a sua expulsão para Belmonte, em 1771, apoiando a facção pretendente.
Quando explodiu a Primeira Guerra Luso-Ovimbundo, os então reinos rivais de Bailundo e Bié somaram forças com o pequeno reino de Quingolo contra Portugal. A primeira ação portuguesa foi justamente desmantelar a produção agrícola biena atacando as aldeias e as ombalas fronteiriças, entre 1774 e 1775, sufocando o reino economicamente. Neste ínterim, mesmo com as dificuldades financeiras, os bienos tomam o posto português de Belmonte, e Ndjilahulu I ali declara sua nova ombala-capital. Percebendo a dificuldade de empreender duas frentes contra bailundos e bienos, Portugal formou um contingente de mercenários e os colocou a serviço da facção de Kangombe I. Assim, entre 1776 e 1778, a guerra no território do reino tomou características de guerrilha. Paralelamente, em 1778, os bailundos caíram ante os portugueses, restando somente os bienos (o reino Quingolo havia se rendido no início da guerra). Assim, em 1778 tropas lusitanas cercaram Belmonte e a tomaram, empossando Kangombe I como rei, tornando o reino do Bié um Estado fantoche.
Entre o século XVIII e o final do século XIX o reino do Bié permaneceu como zona de influência portuguesa, até a proclamação de Ndunduma I como rei (1888). Ele resolveu dar fim a ingerência portuguesa nos assuntos da nação, iniciando as hostilidades em 1890. Eles expulsou os feitores e oficiais portugueses, bem como removeu os colonos e comerciantes lusitanos das terras do Bié. No mesmo ano os portugueses enviaram uma expedição punitiva que derrubou o rei Ndunduma I, obrigando os monarcas locais a ser referendados por Luanda, enquanto acelerava a colonização com indivíduos portugueses e bôeres, e reforçava a guarnição da área. Mesmo assim, porções do reino permaneceram em estado de guerrilha até 1903/1904, ao final da Segunda Guerra Luso-Ovimbundo, quando cessou totalmente a resistência biena, huambina e bailunda.

## Monarcas bienos
A relação de monarcas do Reino do Bié enquanto entidade nacional é a seguinte:
Reino independente - 1750-1778
- Vyie (1750-1755);
- Ulundu I (1755-17??);
- Eyambi I (17??-1771);
- Njilahulu I (1771-1778);

Reino fantoche português - 1778-1890
- Kangombe I (1778-1795);
- Kawewe I (1795-1???);
- Morna, Vasovava II (1???-1833);
- Mbandua I (1833-1839);
- Kakembembe I (1839-1842);
- Liambula I (1842-1847);
- Kayangula I (1847-1850);
- Mukinda I (1850-1857);
- Nguvenge I (1857-1859);
- Konya Cileno (1860-1883);
- Njamba Ya Mina I (1883-1886);
- Cyioka I (1886-1888);
- Ndunduma I (1888-1890).

Reino independente - 1890
- Ndunduma I (1890).